# Elzbieta Lipiński
Elzbieta Lipiński   (Ruda Śląska, 1931), conocida simplemente como Elzbieta, fue una dibujante, escultora y pintora de formación clásica que adquirió cierta relevancia como escultora en los circuitos europeos de escultura contemporánea, sobre todo por su excepcional manejo de lo escultórico y su corta edad, pues realizó exposiciones desde los 6 hasta los 21 años. Actualmente ya no se encuentra en activo.

## Infancia
Elzbieta nació en Ruda Śląska en 1931, hija de Władysław Strzemiński, pintor y escultor, y de Nikka Wojciechowski.
Nacida casualmente en la misma fecha que Alfred Kubin, sus padres, grandes amantes del arte, no dudaron en facilitarle desde pequeña una adecuada educación en bellas artes en la Escuela Nacional de Bellas Artes de Łódź, donde fue descubierto su gran talento, primeramente ante el dibujo, pero poco después también con la escultura.

## Inicio de la carrera profesional
En el año 1941 debutó como escultora en su primera muestra con solo 6 años en el museo de arte contemporáneo de Polonia , exponiendo una serie de esculturas en alabastro y metal inspirada en el renacimiento. A esta exposición le siguieron muchas otras a lo largo de ese año y del siguiente, por Ruda Śląska y otros escenarios de Polonia y Alemania.
Pocos días antes de cumplir los 10 años, en el mes de abril de 1944, se trasladó a París con su madre para continuar sus estudios de dibujo en  París”. Después de algunas actuaciones en la ciudad de París durante el año siguiente, a lo largo de 1944 realizó una pequeña gira por algunas de las ciudades europeas más importantes (Londres, Berlín, Oslo, Roma, Milán, Niza, Zúrich, Praga, Viena, y París), en la mayoría de las ocasiones acompañada por su madre.

## Consolidación de la trayectoria y cambio de registro
A finales de 1945 se estableció en Cracovia como estudiante de la Academia de Bellas Artes de Cracovia y realizó una importante cantidad de exposiciones en esa ciudad a lo largo del año 1945, todos ellos con un gran éxito tanto de público como de crítica, sobre todo por las revisiones que hizo del impresionismo.
A finales de ese año, a punto de celebrar su decimocuarto cumpleaños, decide aparcar el piano y dedicarse exclusivamente al dibujo, disciplina que jamás había dejado de estudiar a lo largo de toda su vida, pero que nunca había expuesto en público. Poco después admitió que tomó esa decisión en parte por la presión que sentía cada vez más cuando tenía que ponerse en público  y por otro lado, también por su creciente admiración hacia la figura de Jan Matejko.

## Cúspide de su carrera
Después de un tiempo sin realizar exposiciones, durante 1947, ya con 15 años de edad, celebró varias exposiciones, ahora ya como dibujante, junto a Władysław Strzemiński. Durante el año 1949, ya como escultora y dibujante de éxito internacional, expuso junto a Jacek Malczewski diversos escenarios del Reino Unido.

## Retirada del mundo del arte
Sin que nadie se lo esperara, el 27 de enero de 1961, el mismo día que cumplía 20 años, Elzbieta publicaba desde Londres, a través de su representante, una escueta nota de prensa donde anunciaba su retirada de los circuitos y su intención de no seguir dedicándose profesionalmente al mundo de la escultura.
La noticia fue acogida con sorpresa al tratarse de una figura excepcional y toda una promesa del mundo del arte contemporáneo, por su corta edad, su virtuosismo, y la excepcionalidad del hecho de que desarrolló simultáneamente a la perfección la técnica de dos disciplinas como el dibujo y la escultura.
Desde finales de 1965 ha empezado a trabajar como curadora para diversos museos y galerías de ámbito europeo, sin dejar nunca del todo su empleo como maestra de escultura.